# Nigella papillosa
Nigella papillosa là một loài thực vật có hoa trong họ Mao lương. Loài này được G.López mô tả khoa học đầu tiên năm 1984 publ. 1985.